# Campeonato Nacional 1984 (Argentina)
El llamado Torneo Nacional 1984 de la Primera División argentina de fútbol, fue el septuagésimo tercero de la era profesional y se disputó en la primera parte del año, entre el 19 de febrero y el 30 de mayo, superponiéndose en la parte final con el Torneo Metropolitano, que comenzó el 1 de abril. 
Tuvo 32 participantes, 19 del torneo regular, 7 de las plazas fijas y 6 del Torneo Regional. Una vez más, se cambió la estructura del certamen, con los 32 equipos divididos en 8 zonas de 4 equipos cada una, de los que clasificaron la mitad para la segunda fase.
El campeón fue el Club Ferro Carril Oeste, al ganarle la final al Club Atlético River Plate, con lo que obtuvo el derecho de participar en la Copa Libertadores 1985.

## Equipos participantes

### Del torneo regular
Los 19 equipos que jugarían el siguiente Torneo Metropolitano 1984.
| Equipo             | Ciudad        | Estadio                                    |
| ------------------ | ------------- | ------------------------------------------ |
| Argentinos Juniors | Buenos Aires  | Arquitecto Ricardo Etcheverri              |
| Atlanta            | Buenos Aires  | Don León Kolbowsky                         |
| Boca Juniors       | Buenos Aires  | La Bombonera Estadio Camilo Cichero        |
| Chacarita Juniors  | Villa Maipú   | Nueva España                               |
| Estudiantes        | La Plata      | Jorge Luis Hirschi                         |
| Ferro Carril Oeste | Buenos Aires  | Arquitecto Ricardo Etcheverri              |
| Huracán            | Buenos Aires  | Tomás Adolfo Ducó                          |
| Independiente      | Avellaneda    | La Doble Visera                            |
| Instituto          | Córdoba       | Juan Domingo Perón                         |
| Newell's Old Boys  | Rosario       | El Coloso del Parque                       |
| Platense           | Vicente López | Ciudad de Vicente López Argentinos Juniors |
| Racing             | Córdoba       | Miguel Sancho                              |
| River Plate        | Buenos Aires  | Monumental                                 |
| Rosario Central    | Rosario       | Gigante de Arroyito                        |
| San Lorenzo        | Buenos Aires  | Don León Kolbowsky                         |
| Talleres           | Córdoba       | Olímpico de Córdoba                        |
| Temperley          | Temperley     | Alfredo Beranger                           |
| Unión              | Santa Fe      | 15 de Abril                                |
| Vélez Sarsfield    | Buenos Aires  | José Amalfitani                            |

### De las plazas fijas
Los 7 equipos del interior clasificados por sus ligas.
| Equipo             | Ciudad                | Estadio                      | Liga        |
| ------------------ | --------------------- | ---------------------------- | ----------- |
| Altos Hornos Zapla | Palpalá               | Emilio Fabrizzi              | Jujeña      |
| Atlético Tucumán   | San Miguel de Tucumán | Monumental José Fierro       | Tucumana    |
| Belgrano           | Córdoba               | El Gigante de Alberdi        | Cordobesa   |
| Central Norte      | Salta                 | Dr. Luis Güemes              | Salteña     |
| Gimnasia y Esgrima | Mendoza               | Malvinas Argentinas          | Mendocina   |
| Kimberley          | Mar del Plata         | Mundialista de Mar del Plata | Marplatense |
| Unión San Vicente  | Córdoba               | Juan Domingo Perón Córdoba   | Cordobesa   |

### Del Torneo Regional
Los 6 equipos clasificados en el Torneo Regional 1984.
| Equipo             | Ciudad                      | Estadio                    | Liga          |
| ------------------ | --------------------------- | -------------------------- | ------------- |
| Atlético Ledesma   | Libertador Gral. San Martín | El Trapiche Azucarero      | Jujeña        |
| Atlético Uruguay   | Concepción del Uruguay      | Simón Luciano Plazaola     | Uruguayense   |
| Estudiantes        | Río Cuarto                  | Ciudad de Río Cuarto       | Riocuartense  |
| Ferro Carril Oeste | General Pico                | Coloso de Barrio Talleres  | Pampeana (GP) |
| Olimpo             | Bahía Blanca                | Roberto Natalio Carminatti | Del Sur       |
| Unión              | General Pinedo              | Chaco For Ever             | Breñense      |

## Sistema de disputa
Primera fase: ocho zonas, sin interzonal, en dos ruedas todos contra todos, por acumulación de puntos.
Segunda fase: los dos primeros de cada zona en una ronda por eliminación directa, en partidos de ida y vuelta.

## Fase de grupos
Los dos primeros de cada grupo avanzaron a la fase eliminatoria.

### Grupo A
| Pos. | Equipo                  | Pts. | PJ | PG | PE | PP | GF | GC | Dif. |
| ---- | ----------------------- | ---- | -- | -- | -- | -- | -- | -- | ---- |
| 1.º  | Newell's Old Boys       | 8    | 6  | 3  | 2  | 1  | 9  | 8  | 1    |
| 2.º  | Talleres (C)            | 7    | 6  | 3  | 1  | 2  | 14 | 11 | 3    |
| 3.º  | Boca Juniors            | 7    | 6  | 2  | 3  | 1  | 7  | 5  | 2    |
| 4.º  | Ferro Carril Oeste (GP) | 2    | 6  | 0  | 2  | 4  | 6  | 12 | −6   |

### Grupo B
| Pos. | Equipo                 | Pts. | PJ | PG | PE | PP | GF | GC | Dif. |
| ---- | ---------------------- | ---- | -- | -- | -- | -- | -- | -- | ---- |
| 1.º  | San Lorenzo            | 9    | 6  | 3  | 3  | 0  | 14 | 8  | 6    |
| 2.º  | Gimnasia y Esgrima (M) | 5    | 6  | 0  | 5  | 1  | 10 | 11 | −1   |
| 3.º  | Unión (GP)             | 5    | 6  | 0  | 5  | 1  | 6  | 7  | −1   |
| 4.º  | Temperley              | 5    | 6  | 0  | 5  | 1  | 6  | 10 | −4   |

### Grupo C
| Pos. | Equipo            | Pts. | PJ | PG | PE | PP | GF | GC | Dif. |
| ---- | ----------------- | ---- | -- | -- | -- | -- | -- | -- | ---- |
| 1.º  | Belgrano          | 9    | 6  | 4  | 1  | 1  | 8  | 4  | 4    |
| 2.º  | Rosario Central   | 8    | 6  | 3  | 2  | 1  | 9  | 6  | 3    |
| 3.º  | Vélez Sarsfield   | 6    | 6  | 2  | 2  | 2  | 9  | 6  | 3    |
| 4.º  | Central Norte (S) | 1    | 6  | 0  | 1  | 5  | 2  | 12 | −10  |

### Grupo D
| Pos. | Equipo           | Pts. | PJ | PG | PE | PP | GF | GC | Dif. |
| ---- | ---------------- | ---- | -- | -- | -- | -- | -- | -- | ---- |
| 1.º  | River Plate      | 11   | 6  | 5  | 1  | 0  | 22 | 5  | 17   |
| 2.º  | Huracán          | 8    | 6  | 4  | 0  | 2  | 14 | 8  | 6    |
| 3.º  | Estudiantes (RC) | 4    | 6  | 1  | 2  | 3  | 9  | 10 | −1   |
| 4.º  | Atlético Uruguay | 1    | 6  | 0  | 1  | 5  | 2  | 24 | −22  |

### Grupo E
| Pos. | Equipo             | Pts. | PJ | PG | PE | PP | GF | GC | Dif. |
| ---- | ------------------ | ---- | -- | -- | -- | -- | -- | -- | ---- |
| 1.º  | Ferro Carril Oeste | 9    | 6  | 3  | 3  | 0  | 12 | 6  | 6    |
| 2.º  | Instituto          | 7    | 6  | 2  | 3  | 1  | 11 | 6  | 5    |
| 3.º  | Platense           | 7    | 6  | 2  | 3  | 1  | 7  | 7  | 0    |
| 4.º  | Altos Hornos Zapla | 1    | 6  | 0  | 1  | 5  | 2  | 13 | −11  |

### Grupo F
| Pos. | Equipo            | Pts. | PJ | PG | PE | PP | GF | GC | Dif. |
| ---- | ----------------- | ---- | -- | -- | -- | -- | -- | -- | ---- |
| 1.º  | Independiente     | 9    | 6  | 4  | 1  | 1  | 10 | 3  | 7    |
| 2.º  | Atlético Tucumán  | 5    | 6  | 2  | 1  | 3  | 7  | 7  | 0    |
| 3.º  | Chacarita Juniors | 2    | 6  | 4  | 0  | 2  | 14 | 6  | 8    |
| 4.º  | Kimberley         | 2    | 6  | 0  | 2  | 4  | 3  | 18 | −15  |

### Grupo G
| Pos. | Equipo             | Pts. | PJ | PG | PE | PP | GF | GC | Dif. |
| ---- | ------------------ | ---- | -- | -- | -- | -- | -- | -- | ---- |
| 1.º  | Argentinos Juniors | 9    | 6  | 3  | 3  | 0  | 10 | 4  | 6    |
| 2.º  | Racing (C)         | 6    | 6  | 1  | 4  | 1  | 6  | 7  | −1   |
| 3.º  | Unión (SF)         | 5    | 6  | 2  | 1  | 3  | 9  | 12 | −3   |
| 4.º  | Atlético Ledesma   | 4    | 6  | 1  | 2  | 3  | 9  | 11 | −2   |

### Grupo H
| Pos. | Equipo            | Pts. | PJ | PG | PE | PP | GF | GC | Dif. |
| ---- | ----------------- | ---- | -- | -- | -- | -- | -- | -- | ---- |
| 1.º  | Estudiantes (LP)  | 11   | 6  | 5  | 1  | 0  | 15 | 5  | 10   |
| 2.º  | Olimpo            | 7    | 6  | 3  | 1  | 2  | 10 | 9  | 1    |
| 3.º  | Atlanta           | 5    | 6  | 2  | 1  | 3  | 9  | 9  | 0    |
| 4.º  | Unión San Vicente | 1    | 6  | 0  | 1  | 5  | 6  | 17 | −11  |

### Resultados
| Todos los partidos disputados | |
| --- | --- |
| Fecha 1 19 de febrero - Boca Juniors 1 - Newell's Old Boys 1 20 de febrero - Ferro (Gral. Pico) 2 - Talleres (Cba) 3 - San Lorenzo 5 - Temperley 1 - Unión (General Pinedo) 3 - Gimnasia (Mendoza) 3 - Rosario Central 2 - Vélez Sársfield 1 - Belgrano (Cba) 3 - Central Norte (Salta) 1 - Estudiantes (Río Cuarto) 1 - Atlético Uruguay 1 - River Plate 2 - Huracán 0 - Instituto (Cba) 5 - Altos Hornos Zapla 0 - Platense 1 - Ferro 4 - Chacarita Juniors 3 - Atlético Tucumán 2 - Independiente 5 - Kimberley (Mar del Plata) 1 - Atlético Ledesma 2 - Racing (Cba) 0 - Argentinos Juniors 4 - Unión 0 - Unión San Vicente 1 - Atlanta 1 - Olimpo 0 - Estudiantes (LP) 4 Fecha 2 24 de febrero - Talleres (Cba) 4 - Newell's Old Boys 1 - Independiente 3 - Chacarita Juniors 0 26 de febrero - Ferro (Gral. Pico) 0 - Boca Juniors 0 - Unión (General Pinedo) 1 - San Lorenzo 2 - Gimnasia (Mendoza) 2 - Temperley 2 - Vélez Sársfield 3 - Central Norte (Salta) 0 - Rosario Central 1 - Belgrano (Cba) 0 - River Plate 5 - Atlético Uruguay 0 - Huracán 2 - Estudiantes (Río Cuarto) 0 - Ferro 2 - Altos Hornos Zapla 0 - Platense 2 - Instituto (Cba) 0 - Kimberley (Mar del Plata) 1 - Atlético Tucumán 1 - Racing (Cba) 1 - Unión 0 - Atlético Ledesma 1 - Argentinos Juniors 2 - Atlanta 1 - Estudiantes (LP) 2 - Unión San Vicente 2 - Olimpo 3 Fecha 3 4 de marzo - Boca Juniors 2 - Talleres (Cba) 0 - Newell's Old Boys 3 - Ferro (Gral. Pico) 2 - Temperley 0 - Unión (General Pinedo) 0 - San Lorenzo 4 - Gimnasia (Mendoza) 3 - Belgrano (Cba) 1 - Vélez Sársfield 0 - Central Norte (Salta) 1 - Rosario Central 1 - Atlético Uruguay 1 - Huracán 2 - River Plate 2 - Estudiantes (Río Cuarto) 2 - Altos Hornos Zapla 1 - Platense 2 - Instituto (Cba) 3 - Ferro 3 - Atlético Tucumán 0 - Independiente 1 - Chacarita Juniors 7 - Kimberley (Mar del Plata) 0 - Argentinos Juniors 0 - Racing (Cba) 0 - Unión 2 - Atlético Ledesma 1 - Olimpo 1 - Atlanta 0 - Estudiantes (LP) 2 - Unión San Vicente 1 Fecha 4 9 de marzo - Newell's Old Boys 2 - Talleres (Cba) 0 11 de marzo - Boca Juniors 1 - Ferro (Gral. Pico) 0 - Temperley 1 - Gimnasia (Mendoza) 1 - Central Norte (Salta) 0 - Vélez Sársfield 2 - Atlético Uruguay 0 - River Plate 6 - Estudiantes (Río Cuarto) 1 - Huracán 2 - Altos Hornos Zapla 0 - Ferro 1 - Instituto (Cba) 0 - Platense 0 - Chacarita Juniors 0 - Independiente 1 - Atlético Tucumán 2 - Kimberley (Mar del Plata) 1 - Unión 2 - Racing (Cba) 2 - Argentinos Juniors 1 - Atlético Ledesma 1 - Olimpo 4 - Unión San Vicente 0 - Estudiantes (LP) 3 - Atlanta 1 Fecha 5 17 de marzo - Racing (Cba) 1 - Argentinos Juniors 1 18 de marzo - Talleres (Cba) 3 - Boca Juniors 3 - Ferro (Gral. Pico) 1 - Newell's Old Boys 1 - Unión (General Pinedo) 1 - Temperley 1 - Gimnasia (Mendoza) 1 - San Lorenzo 1 - Rosario Central 2 - Central Norte (Salta) 0 - Vélez Sársfield 1 - Belgrano (Cba) 1 - Estudiantes (Río Cuarto) 2 - River Plate 2 - Huracán 7 - Atlético Uruguay 0 - Ferro 1 - Instituto (Cba) 1 - Platense 1 - Altos Hornos Zapla 1 - Independiente 0 - Atlético Tucumán 2 - Kimberley (Mar del Plata) 0 - Chacarita Juniors 3 - Racing (Cba) 1 - Argentinos Juniors 1 - Atlético Ledesma 2 - Unión 4 - Unión San Vicente 1 - Estudiantes (LP) 3 - Atlanta 2 - Olimpo 1 Fecha 6 24 de marzo - Kimberley (Mar del Plata) 0 - Independiente 0 25 de marzo - Newell's Old Boys 1 - Boca Juniors 0 - Talleres (Cba) 4 - Ferro (Gral. Pico) 1 - Temperley 1 - San Lorenzo 1 - Gimnasia (Mendoza) 0 - Unión (General Pinedo) 0 - Vélez Sársfield 2 - Rosario Central 2 - Central Norte (Salta) 0 - Belgrano (Cba) 1 - Huracán 1 - River Plate 4 - Atlético Uruguay 0 - Estudiantes (Río Cuarto) 3 - Altos Hornos Zapla 0 - Instituto (Cba) 3 - Ferro 1 - Platense 1 - Atlético Tucumán 0 - Chacarita Juniors 1 - Unión 1 - Argentinos Juniors 2 - Racing (Cba) 2 - Atlético Ledesma 2 - Atlanta 4 - Unión San Vicente 1 - Estudiantes (LP) 1 - Olimpo 1 | |
| | Este artículo o sección sobre fútbol necesita ser wikificado, por favor, edítalo para que cumpla con las convenciones de estilo.Este aviso fue puesto el 17 de agosto de 2013. |

## Fase eliminatoria

### Cuadro de desarrollo
|  | Octavos de final       | Octavos de final   | Octavos de final |                    |   | Cuartos de final  | Cuartos de final  | Cuartos de final  |  |  | Semifinales    | Semifinales    | Semifinales    |  |  | Final           | Final           | Final           |
|  | 3 al 11 de abril       | 3 al 11 de abril   | 3 al 11 de abril |                    |   | 18 al 29 de abril | 18 al 29 de abril | 18 al 29 de abril |  |  | 2 y 16 de mayo | 2 y 16 de mayo | 2 y 16 de mayo |  |  | 24 y 30 de mayo | 24 y 30 de mayo | 24 y 30 de mayo |
|  |                        |                    |                  |                    |   |                   |                   |                   |  |  |                |                |                |  |  |                 |                 |                 |
|  |                        |                    |                  |                    |   |                   |                   |                   |  |  |                |                |                |  |  |                 |                 |                 |
|  |                        |                    |                  |                    |   |                   |                   |                   |  |  |                |                |                |  |  |                 |                 |                 |
|  | Talleres (C)           | 1                  | 1                |                    |   |                   |                   |                   |  |  |                |                |                |  |  |                 |                 |                 |
|  | Talleres (C)           | 1                  | 1                |                    |   |                   |                   |                   |  |  |                |                |                |  |  |                 |                 |                 |
|  | Estudiantes (LP)       | 0                  | 1                |                    |   |                   |                   |                   |  |  |                |                |                |  |  |                 |                 |                 |
|  | Estudiantes (LP)       | 0                  | 1                | Talleres (C)       | 1 | 4                 |                   |                   |  |  |                |                |                |  |  |                 |                 |                 |
|  |                        |                    |                  |                    | 1 | 4                 |                   |                   |  |  |                |                |                |  |  |                 |                 |                 |
|  |                        | Argentinos Juniors | 2                | 2                  |   |                   |                   |                   |  |  |                |                |                |  |  |                 |                 |                 |
|  | Gimnasia (M)           | Argentinos Juniors | 2                | 2                  | 2 | 1                 |                   |                   |  |  |                |                |                |  |  |                 |                 |                 |
|  | Gimnasia (M)           |                    |                  |                    | 2 | 1                 |                   |                   |  |  |                |                |                |  |  |                 |                 |                 |
|  | Argentinos Juniors     | 3                  | 2                |                    |   |                   |                   |                   |  |  |                |                |                |  |  |                 |                 |                 |
|  | Argentinos Juniors     | 3                  | 2                | Talleres (C)       | 0 | 1                 |                   |                   |  |  |                |                |                |  |  |                 |                 |                 |
|  |                        |                    |                  |                    | 0 | 1                 |                   |                   |  |  |                |                |                |  |  |                 |                 |                 |
|  |                        | Ferro Carril Oeste | 1                | 1                  |   |                   |                   |                   |  |  |                |                |                |  |  |                 |                 |                 |
|  | Independiente          | Ferro Carril Oeste | 1                | 1                  | 1 | 1                 |                   |                   |  |  |                |                |                |  |  |                 |                 |                 |
|  | Independiente          |                    |                  |                    | 1 | 1                 |                   |                   |  |  |                |                |                |  |  |                 |                 |                 |
|  | Rosario Central        | 1                  | 0                |                    |   |                   |                   |                   |  |  |                |                |                |  |  |                 |                 |                 |
|  | Rosario Central        | 1                  | 0                | Independiente      | 1 | 0                 |                   |                   |  |  |                |                |                |  |  |                 |                 |                 |
|  |                        |                    |                  |                    | 1 | 0                 |                   |                   |  |  |                |                |                |  |  |                 |                 |                 |
|  |                        | Ferro Carril Oeste | 1                | 1                  |   |                   |                   |                   |  |  |                |                |                |  |  |                 |                 |                 |
|  | Huracán                | Ferro Carril Oeste | 1                | 1                  | 0 | 1 (6)             |                   |                   |  |  |                |                |                |  |  |                 |                 |                 |
|  | Huracán                |                    |                  |                    | 0 | 1 (6)             |                   |                   |  |  |                |                |                |  |  |                 |                 |                 |
|  | Ferro Carril Oeste (p) | 1                  | 0 (7)            |                    |   |                   |                   |                   |  |  |                |                |                |  |  |                 |                 |                 |
|  | Ferro Carril Oeste (p) | 1                  | 0 (7)            | Ferro Carril Oeste | 3 | 1                 |                   |                   |  |  |                |                |                |  |  |                 |                 |                 |
|  |                        |                    |                  |                    | 3 | 1                 |                   |                   |  |  |                |                |                |  |  |                 |                 |                 |
|  |                        | River Plate        | 0                | 0                  |   |                   |                   |                   |  |  |                |                |                |  |  |                 |                 |                 |
|  | River Plate            | River Plate        | 0                | 0                  | 0 | 2                 |                   |                   |  |  |                |                |                |  |  |                 |                 |                 |
|  | River Plate            |                    |                  |                    | 0 | 2                 |                   |                   |  |  |                |                |                |  |  |                 |                 |                 |
|  | Instituto              | 0                  | 0                |                    |   |                   |                   |                   |  |  |                |                |                |  |  |                 |                 |                 |
|  | Instituto              | 0                  | 0                | River Plate        | 4 | 0                 |                   |                   |  |  |                |                |                |  |  |                 |                 |                 |
|  |                        |                    |                  |                    | 4 | 0                 |                   |                   |  |  |                |                |                |  |  |                 |                 |                 |
|  |                        | Belgrano           | 0                | 2                  |   |                   |                   |                   |  |  |                |                |                |  |  |                 |                 |                 |
|  | Atlético Tucumán       | Belgrano           | 0                | 2                  | 0 | 0                 |                   |                   |  |  |                |                |                |  |  |                 |                 |                 |
|  | Atlético Tucumán       |                    |                  |                    | 0 | 0                 |                   |                   |  |  |                |                |                |  |  |                 |                 |                 |
|  | Belgrano               | 2                  | 0                |                    |   |                   |                   |                   |  |  |                |                |                |  |  |                 |                 |                 |
|  | Belgrano               | 2                  | 0                | River Plate        | 2 | 2                 |                   |                   |  |  |                |                |                |  |  |                 |                 |                 |
|  |                        |                    |                  |                    | 2 | 2                 |                   |                   |  |  |                |                |                |  |  |                 |                 |                 |
|  |                        | San Lorenzo        | 1                | 1                  |   |                   |                   |                   |  |  |                |                |                |  |  |                 |                 |                 |
|  | San Lorenzo            | San Lorenzo        | 1                | 1                  | 1 | 3                 |                   |                   |  |  |                |                |                |  |  |                 |                 |                 |
|  | San Lorenzo            |                    |                  |                    | 1 | 3                 |                   |                   |  |  |                |                |                |  |  |                 |                 |                 |
|  | Racing (C)             | 1                  | 1                |                    |   |                   |                   |                   |  |  |                |                |                |  |  |                 |                 |                 |
|  | Racing (C)             | 1                  | 1                | San Lorenzo        | 2 | 2                 |                   |                   |  |  |                |                |                |  |  |                 |                 |                 |
|  |                        |                    |                  |                    | 2 | 2                 |                   |                   |  |  |                |                |                |  |  |                 |                 |                 |
|  |                        | Newell's Old Boys  | 2                | 1                  |   |                   |                   |                   |  |  |                |                |                |  |  |                 |                 |                 |
|  | Newell's Old Boys (p)  | Newell's Old Boys  | 2                | 1                  | 0 | 1 (7)             |                   |                   |  |  |                |                |                |  |  |                 |                 |                 |
|  | Newell's Old Boys (p)  |                    |                  |                    | 0 | 1 (7)             |                   |                   |  |  |                |                |                |  |  |                 |                 |                 |
|  | Olimpo                 | 0                  | 1 (6)            |                    |   |                   |                   |                   |  |  |                |                |                |  |  |                 |                 |                 |

### Octavos de final
| Octavo de final 1 | Octavo de final 1 | Octavo de final 1 | Octavo de final 1      | Octavo de final 1 |
| Local             | Resultado         | Visitante         | Estadio                | Fecha             |
| ----------------- | ----------------- | ----------------- | ---------------------- | ----------------- |
| Belgrano          | 2 - 0             | Atlético Tucumán  | Gigante de Alberdi     | 3 de abril        |
| Atlético Tucumán  | 0 - 0             | Belgrano          | Monumental José Fierro | 7 de abril        |

| Octavo de final 2 | Octavo de final 2 | Octavo de final 2 | Octavo de final 2   | Octavo de final 2 |
| Local             | Resultado         | Visitante         | Estadio             | Fecha             |
| ----------------- | ----------------- | ----------------- | ------------------- | ----------------- |
| Instituto         | 0 - 0             | River Plate       | Olímpico de Córdoba | 4 de abril        |
| River Plate       | 2 - 0             | Instituto         | Monumental          | 11 de abril       |

| Octavo de final 3 | Octavo de final 3 | Octavo de final 3 | Octavo de final 3     | Octavo de final 3 |
| Local             | Resultado         | Visitante         | Estadio               | Fecha             |
| ----------------- | ----------------- | ----------------- | --------------------- | ----------------- |
| Olimpo            | 0 - 0             | Newell's Old Boys | Roberto N. Carminatti | 4 de abril        |
| Newell's Old Boys | 1 - 1 (7 - 6p)    | Olimpo            | El Coloso del Parque  | 11 de abril       |

| Octavo de final 4 | Octavo de final 4 | Octavo de final 4 | Octavo de final 4           | Octavo de final 4 |
| Local             | Resultado         | Visitante         | Estadio                     | Fecha             |
| ----------------- | ----------------- | ----------------- | --------------------------- | ----------------- |
| Racing (C)        | 1 - 1             | San Lorenzo       | Monumental Presidente Perón | 4 de abril        |
| San Lorenzo       | 3 - 1             | Racing (C)        | Atlanta                     | 11 de abril       |

| Octavo de final 5  | Octavo de final 5 | Octavo de final 5  | Octavo de final 5             | Octavo de final 5 |
| Local              | Resultado         | Visitante          | Estadio                       | Fecha             |
| ------------------ | ----------------- | ------------------ | ----------------------------- | ----------------- |
| Argentinos Juniors | 3 - 2             | Gimnasia (M)       | Arquitecto Ricardo Etcheverri | 5 de abril        |
| Gimnasia (M)       | 1 - 2             | Argentinos Juniors | Malvinas Argentinas           | 11 de abril       |

| Octavo de final 6 | Octavo de final 6 | Octavo de final 6 | Octavo de final 6   | Octavo de final 6 |
| Local             | Resultado         | Visitante         | Estadio             | Fecha             |
| ----------------- | ----------------- | ----------------- | ------------------- | ----------------- |
| Estudiantes (LP)  | 0 - 1             | Talleres (C)      | Jorge Luis Hirschi  | 4 de abril        |
| Talleres (C)      | 1 - 1             | Estudiantes (LP)  | Olímpico de Córdoba | 10 de abril       |

| Octavo de final 7  | Octavo de final 7 | Octavo de final 7  | Octavo de final 7             | Octavo de final 7 |
| Local              | Resultado         | Visitante          | Estadio                       | Fecha             |
| ------------------ | ----------------- | ------------------ | ----------------------------- | ----------------- |
| Ferro Carril Oeste | 1 - 0             | Huracán            | Arquitecto Ricardo Etcheverri | 4 de abril        |
| Huracán            | 1 - 0 (6 - 7p)    | Ferro Carril Oeste | Tomás Adolfo Ducó             | 11 de abril       |

| Octavo de final 8 | Octavo de final 8 | Octavo de final 8 | Octavo de final 8      | Octavo de final 8 |
| Local             | Resultado         | Visitante         | Estadio                | Fecha             |
| ----------------- | ----------------- | ----------------- | ---------------------- | ----------------- |
| Rosario Central   | 1 - 1             | Independiente     | El Gigante de Arroyito | 4 de abril        |
| Independiente     | 1 - 0             | Rosario Central   | La Doble Visera        | 11 de abril       |

### Cuartos de final
| Cuarto de final 1 | Cuarto de final 1 | Cuarto de final 1 | Cuarto de final 1   | Cuarto de final 1 |
| Local             | Resultado         | Visitante         | Estadio             | Fecha             |
| ----------------- | ----------------- | ----------------- | ------------------- | ----------------- |
| Belgrano          | 0 - 4             | River Plate       | Olímpico de Córdoba | 18 de abril       |
| River Plate       | 0 - 2             | Belgrano          | Monumental          | 25 de abril       |

| Cuarto de final 2 | Cuarto de final 2 | Cuarto de final 2 | Cuarto de final 2    | Cuarto de final 2 |
| Local             | Resultado         | Visitante         | Estadio              | Fecha             |
| ----------------- | ----------------- | ----------------- | -------------------- | ----------------- |
| Newell's Old Boys | 2 - 2             | San Lorenzo       | El Coloso del Parque | 18 de abril       |
| San Lorenzo       | 2 - 1             | Newell's Old Boys | Atlanta              | 25 de abril       |

| Cuarto de final 3  | Cuarto de final 3 | Cuarto de final 3  | Cuarto de final 3             | Cuarto de final 3 |
| Local              | Resultado         | Visitante          | Estadio                       | Fecha             |
| ------------------ | ----------------- | ------------------ | ----------------------------- | ----------------- |
| Argentinos Juniors | 2 - 1             | Talleres (C)       | Arquitecto Ricardo Etcheverri | 18 de abril       |
| Talleres (C)       | 4 - 2             | Argentinos Juniors | Olímpico de Córdoba           | 25 de abril       |

| Cuarto de final 4  | Cuarto de final 4 | Cuarto de final 4  | Cuarto de final 4             | Cuarto de final 4 |
| Local              | Resultado         | Visitante          | Estadio                       | Fecha             |
| ------------------ | ----------------- | ------------------ | ----------------------------- | ----------------- |
| Ferro Carril Oeste | 1 - 1             | Independiente      | Arquitecto Ricardo Etcheverri | 26 de abril       |
| Independiente      | 0 - 1             | Ferro Carril Oeste | La Doble Visera               | 29 de abril       |

### Semifinales
| Semifinal 1 | Semifinal 1 | Semifinal 1 | Semifinal 1     | Semifinal 1 |
| Local       | Resultado   | Visitante   | Estadio         | Fecha       |
| ----------- | ----------- | ----------- | --------------- | ----------- |
| San Lorenzo | 1 - 2       | River Plate | José Amalfitani | 2 de mayo   |
| River Plate | 2 - 1       | San Lorenzo | Monumental      | 16 de mayo  |

| Semifinal 2        | Semifinal 2 | Semifinal 2        | Semifinal 2                   | Semifinal 2 |
| Local              | Resultado   | Visitante          | Estadio                       | Fecha       |
| ------------------ | ----------- | ------------------ | ----------------------------- | ----------- |
| Ferro Carril Oeste | 1 - 0       | Talleres (C)       | Arquitecto Ricardo Etcheverri | 2 de mayo   |
| Talleres (C)       | 1 - 1       | Ferro Carril Oeste | Olímpico de Córdoba           | 16 de mayo  |

### Final
| Final              | Final     | Final              | Final                         | Final      |
| Local              | Resultado | Visitante          | Estadio                       | Fecha      |
| ------------------ | --------- | ------------------ | ----------------------------- | ---------- |
| River Plate        | 0 - 3     | Ferro Carril Oeste | Monumental                    | 24 de mayo |
| Ferro Carril Oeste | 1 - 0     | River Plate        | Arquitecto Ricardo Etcheverri | 30 de mayo |

## Goleadores
| Jugador              | Jugador         | Goles | Equipo             |
| -------------------- | --------------- | ----- | ------------------ |
| Bandera de Argentina | Pedro Pasculli  | 9     | Argentinos Juniors |
| Bandera de Argentina | Guillermo Hoyos | 8     | Talleres (C)       |
| Bandera de Argentina | Jorge Rinaldi   | 8     | San Lorenzo        |
| Bandera de Argentina | Walter Perazzo  | 7     | San Lorenzo        |
| Bandera de Argentina | Roque Alfaro    | 6     | River Plate        |